# David Hernandez (poeta)
David Hernández (Burbank, 1971) es un poeta y novelista. En el 2011 ganó el "National Endowment for the Arts Fellowship for Poetry" de los Estados Unidos.

## Biografía
Sus poemas han aparecido en muchas publicaciones como FIELD, The Threepenny Review, Ploughshares, The Missouri Review, Kenyon Review, TriQuarterly, The Southern Review, Shade, Poetry Daily, AGNI, Epoch, Iowa Review, Pleiades. 
Su padre Jaime A. Hernandez, migró de Colombia a los Estados Unidos muy joven; su madre, Nancy Cornejo es originaria de Chile. David desciende de una larga tradición de poetas y escritores colombianos y fue incluido en el libro Los Gamboa: una Dinastía de Poetas  publicado en el 2008. El libro cuenta con cinco poemas traducidos al español por el autor del libro, Hugo Cuevas-Mohr.
Es profesor de literatura en la California State University, Long Beach y California State University, Fullerton. Vive en Long Beach, California.

## Premios
- 2011 National Endowment for the Arts Fellowship for Poetry.
- 2010 Kathyrn A. Morton Prize in Poetry[10]
- 2005 Crab Orchard Series in Poetry Open Competition Awards|Crab Orchard Series in Poetry[11]

## Obras

### Poesía
- Dear, Sincerely, University of Pittsburgh Press (2016)
- Hoodwinked, Sarabande Books (2011)
- Always Danger, Southern Illinois University Press (2006)
- A House Waiting for Music, Tupelo Press (2003)

### Novelas
- No More Us for You, HarperCollins (2009)
- Suckerpunch, HarperCollins (2008)